# Ghuszchane-je Olja
Ghuszchane-je Olja – wieś w Iranie, w ostanie Azerbejdżan Zachodni, w szahrestanie Takab. W 2006 roku liczyła 21 mieszkańców.